# Calliste multicolore
Chlorochrysa nitidissima
Espèce
Statut de conservation UICN

 NT  : Quasi menacé
Le Calliste multicolore (Chlorochrysa nitidissima) est une espèce d'oiseaux de la famille des Thraupidae.

## Répartition et habitat
Cette espèce est endémique de Colombie. Il vit dans les forêts humides de montagne entre 1 300 et 2 200 m d'altitude. On le trouve exceptionnellement à 1 140 m dans les Andes centrales et à 900 m dans les Andes de l'Ouest.